# Inspektorat Częstochowa Armii Krajowej
Inspektorat Częstochowa Armii Krajowej – terenowa struktura Okręgu Radom-Kielce Armii Krajowej.

## Struktura organizacyjna
Organizacja w 1944:
- Obwód Częstochowa Armii Krajowej
- Obwód Radomsko Armii Krajowej
- Obwód Włoszczowa Armii Krajowej

## Obsada personalna inspektoratu
Inspektorzy
- płk piech. Feliks Jędrychowski „Ostroga”, „Brzechwa” (do grudnia 1941)
- mjr / ppłk kaw. Stanisław III Mirecki „Butrym” (od wiosny 1942 do 8 września 1942)
- mjr / ppłk piech. Tadeusz Król „Dołęga”, „Gerwazy”, „Michał” (od lipca 1942 do stycznia 1945)

Obsada inspektoratu 1 listopada 1944
- inspektor – mjr piech. Tadeusz Król „Dołęga”
- zastępca inspektora – mjr piech. Hipolit Świderski „Jur”
- szef referatu organizacyjnego – kpt. art. Jan Szantyr „Ursyn”
- szef referatu wywiadu – por. Władysław Bochniewski „Artur”
- szef referatu operacyjnego – ppłk dypl. piech. Walerian Tewzadze „Tomasz”
- kwatermistrz — Stanisław Cabała „Dobrosław”
- szef referatu łączności – ppor. Krystyn Więckowski „Tur”
- szef referatu walki bieżącej – NN „Jarko”
- szef referatu przerzutów powietrznych – por. / kpt. art. Franciszek Makuch „Roman”
- szef „Uprawy” – Jarosław Tymowski z Ulesia „Sas”
- kierownik kancelarii – Natalia Sliwowska „Izolda” ()
- dowódca ochrony radiostacji – „Korzonek” (NN),
- radiotelegrafiści: „Kod” (NN), „Rozsada” (NN)